# En Pólvora

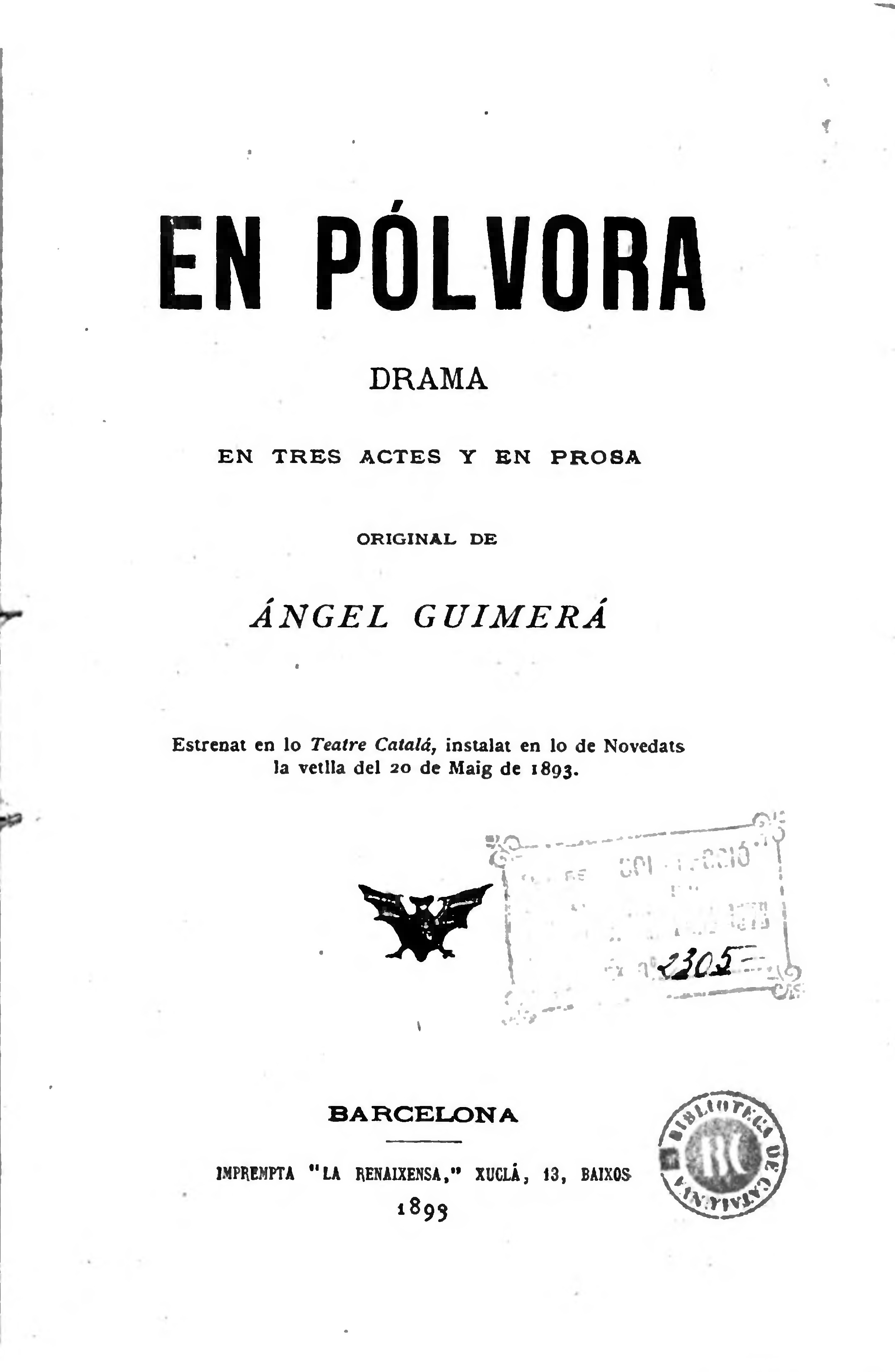
Portada dEn Pólvora, en la primera edició de 1893

En Pólvora és un drama d'Àngel Guimerà i Jorge, en tres actes i en prosa, estrenat al Teatre Novedades de Barcelona el 20 de maig de 1893.
Guimerà, interessat en aquell moment a presentar els problemes de la societat catalana, situa l'obra a finals del s.XIX, en una època coetània dels espectadors, i l'acció en una fàbrica tèxtil d'un entorn rural on treballen la major part de personatges. Amb la intenció de crear una obra «completament a la moderna» tracta les reivindicacions obreres davant de les condicions laborals injustes, les vagues i els enfrontaments entre els obrers i els propietaris. Abandona el vers i els trets costumistes que trobem en les seves primeres obres, i s'aproxima a un estil realista amb elements naturalistes. Sense deixar de ser un drama de passions amoroses, En Pólvora presenta dramàticament el rerefons social dels conflictes del moviment obrer, coincidint amb l'època de la creació dels primers sindicats.
En el primer acte, s'introdueixen els personatges, en el segon el conflicte entre obrers i en l'últim s'ha de celebrar el casament del Francesc i la Taneta, interromput per l'atemptat planejat pel Marcó i en Toni, que el Marcó vol impedir una vegada sap que la Taneta està embarassada d'ell. Aconsegueix salvar-la, però s'hi deixa la vida.

## Personatges
- Marcó (en Pólvora): Dona nom a l'obra, i rep el sobrenom d' en Pólvora perquè "s'encén" amb facilitat. Enamorat de la Taneta. S'havia refugiat a França després d'haver comès un crim. Mor en l'atemptat de l'església, intentant salvar la Taneta, ara que sap que està embarassada d'ell (3r acte).
- Francesc, majordom de la fàbrica: Encarregat de la fàbrica en absència de l'amo. Es vol casar amb la Taneta.
- Taneta: No es vol casar amb el Francesc, però en Tomàs (el seu pare) l'hi obliga, i al final accepta per dissimular que està embarassada del Marcó (3r acte), de qui abans estava enamorada.
- Tomàs: Pare de la Taneta, vol que es casi amb el Francesc. Odia en Marcó.
- Gori: Avi de la Taneta i comprensiu amb ella.
- Toni, molt amic del Marcó, quasi un germà: Planeja un atemptat amb en Marcó, però quan el Marcó sap que la Taneta està embarassada d'ell, mor en l'atemptat intentant-la salvar (3r acte).

## Representacions
L'any 2006, se'n feu una representació al TNC dirigida per Sergi Belbel i interpretada per Julio Manrique i Anna Sahun, que després girà per diset poblacions catalanes i de Mallorca.